# Gheorghe Panu
Gheorghe Panu (cunoscut și ca George Panu; n. 3 martie 1848 – d. 6 noiembrie 1910) a fost un avocat, om politic, ziarist, scriitor și memorialist român.

## Biografie

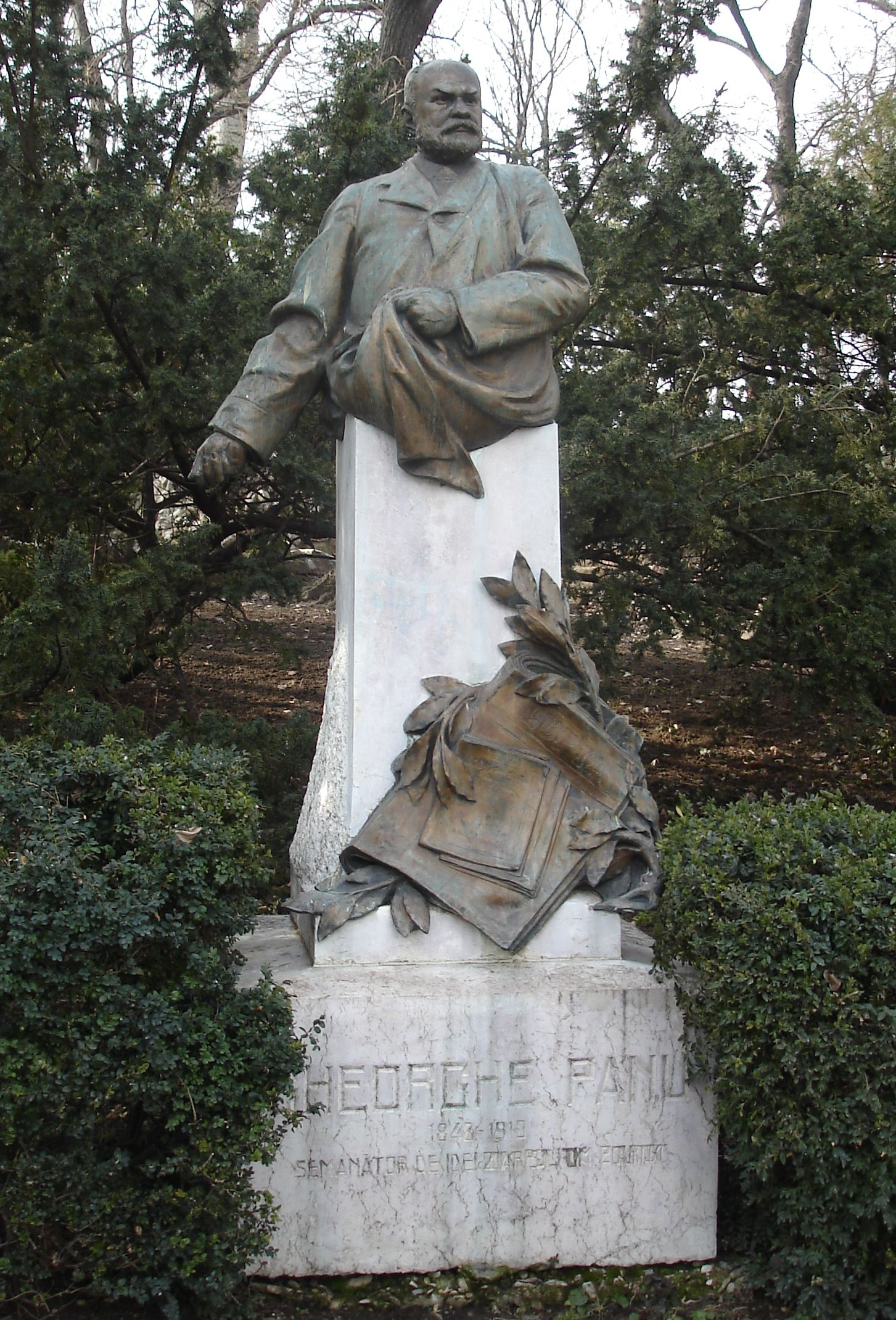
Statuia lui Gheorghe Panu în Parcul Cișmigiu, intitulată „Semănătorul de idei” - sculptor Gheorghe Horvath.
Monument cod LMI B-III-m-B-20045
Monumentul a fost ridicat în 1912 de ziarul Adevărul prin subscripție publică.

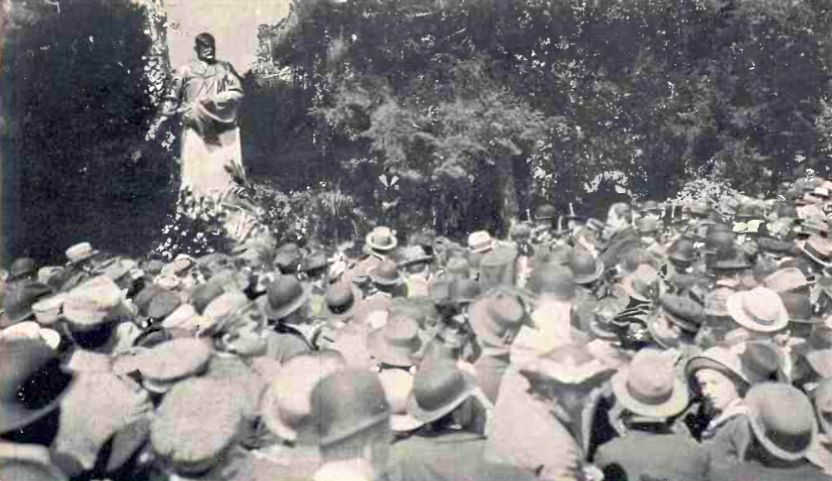
Dezvelirea statuii din anul 1915

A urmat studii juridice la Paris și Bruxelles.
Gheorghe Panu, una dintre cele mai stabile inteligențe de la „Junimea“, a părăsit-o prin 1881 - 1882. Între 1884-1886 a scos la Iași ziarul liberal-opoziționist Lupta (19 iulie 1884 – 30 noiembrie 1895), cu apariție de trei ori pe săptămână, care s-a impus foarte repede datorită condeiului său de mare gazetar. În Lupta, în februarie 1890, Nicolae Iorga și-a făcut debutul ca și critic literar publicând o recenzie pentru drama Năpasta de Caragiale. Între 1886-1895, ziarul Lupta a continuat să apară la București.
În ziarul Lupta din 1 aprilie 1887, Gheorghe Panu a publicat, nesemnat, pamfletul „Omul periculos”. Articolul critica decizia regelui de a încheia o nouă convenție comercială cu Imperiul Austro-Ungar, acuzându-l de a fi „cătană nemțească”, „ulan prusian”, „izvorul tuturor relelor”, „samsarul tuturor trădărilor”, „suflet blestemat”. Acest fapt a atras mânia viitorului rege Carol I al României. În calitate de director al ziarului, Gheorghe Panu fost chemat în instanță pentru ofensa adusă Regelui, a fost găsit vinovat și a fost condamnat la pedeapsa maximă de doi ani de închisoare și la o amendă de 5.000 lei. Ca să nu fie închis după ce a fost condamnat pentru că scrisese, în Lupta contra Regelui articolul „Omul periculos”, Panu a fugit la Paris.
Gheorghe Panu și Alexandru D. Xenopol au publicat în Convorbiri Literare prelegeri cu privire la importanța istoriei românilor și culturii noastre naționale.
Gheorghe Panu a combătut tezele Școlii Ardelene despre distrugerea dacilor de către romani și despre retragerea în munți a populației romanice de la stânga de Dunăre în timpul invaziilor barbare, teze menite să dovedească originea pur romană a românilor.
Primele manifestări ale lui G. Panu în domeniul criticii și esteticii literare datează din jurul anului 1882 când, împreună cu un grup de prieteni (printre care Xenopol, C. D. Dumitrescu și alții) organizează o tentativă de reluare a conferințelor Junimii.
Gheorghe Panu a fost de două ori deputat (1881, 1888) și o dată senator (1892). În 1888 și-a creat propriul partid, Partidul Democrat Radical, al cărui program prevedea negarea tuturor și a cărui principală armă era atacul fără cruțare al adversarului. Ca adept al radicalismului a promovat republicanismul, votul universal, antidinasticismul, reforme agrare, impozit progresiv, regim vamal protecționist, restrângerea prerogativelor regale, drepturi pentru muncitori, juriu pentru delicte de presă, etc. Accepta mai degrabă o monarhie cu vot universal decât o republică cu vot restrâns.

## Scrieri
- Portrete și tipuri parlamentare, Tipografia Lupta, București, 1892,
- Amintiri de la Junimea din Iași, volumul I, Editura Adevărul, 1908; volumul al II-lea, București, Noua Tipografie Brozer & Parzer, 1910, (volum reeditat sub îngrijirea lui Zigu Ornea, București, Edit. Minerva, 1998, 677 p.)